# Błądzikowo

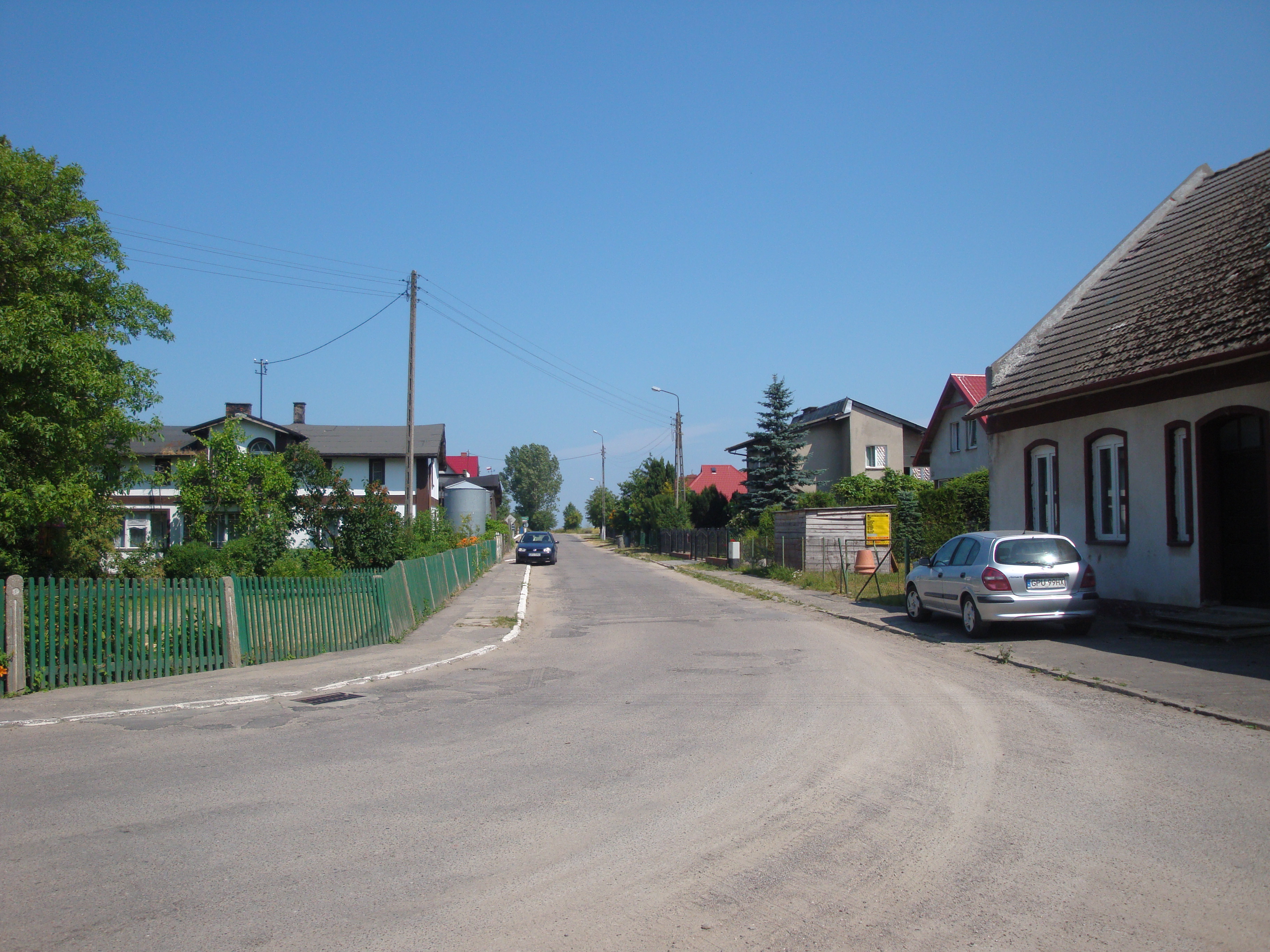
Błądzikowo, 2010

Błądzikowo (deutsch Blondszikau, 1874–1939 Blansekow, 1939–1945 Blansekau; kaschubisch Błãdzëkòwò) ist ein Dorf der Landgemeinde Puck im Powiat Pucki der Woiwodschaft Pommern in Polen.

## Geographische Lage
Das Dorf liegt im ehemaligen Westpreußen nahe der Zatoka Pucka (Putziger Wiek). Die Stadt Puck liegt etwa einen Kilometer nördlich.